# 德里姆島
德里姆島（英語：Dream Island）是南極洲的島嶼，位於昂韋爾島西南岸對開海域，屬於帕默群島的一部分，處於摩納哥角東南面0.7公里，由英國南極名稱諮詢委員會命名，現時由南極條約體系管理。